# Nelson Festa
Nelson Festa Ávila fue un futbolista argentino nacido en Deán Funes de Córdoba, se desempeñaba en la posición de guardameta. Falleció en un accidente automovilístico en 1993.

## Carrera
Nelson empezó su carrera a los 18 años en La Pampa, luego pasó por San Lorenzo donde jugó 4 años y por el Estudiantes de La Plata, donde jugó en 1953. A fines de ese año ficha por el Centro Iqueño de Perú, a partir de sus buenas actuaciones le abrió la puerta a más compatriotas suyos, no solo en el equipo, en la liga en general, entre ellos Carlos Linazza, Gualberto Bianco, entre otros.
Luego se mudó a México , donde estuvo inicialmente bajo contrato con el club capitalino América. Pasó su etapa más exitosa en el CD Zacatepec , con quien ganó la Copa México dos veces entre 1957 y 1959 (victorias 2-1 contra León ) y una vez el campeonato y la Supercopa (victoria 1-0 contra León).

## Clubes
| Club                    | País      | Año     |
| ----------------------- | --------- | ------- |
| Club La Pampa           | Argentina | 1947-48 |
| San Lorenzo             | Argentina | 1948-52 |
| Estudiantes de la Plata | Argentina | 1952-53 |
| Centro Iqueño           | Perú      | 1953-57 |
| Zacatepec               | México    | 1957-59 |
| Deportivo Toluca        | México    | 1959-60 |
| América                 | México    | 1960    |
| Zacatepec               | México    | 1961-62 |
| Atlético Morelia        | México    | 1962-63 |